# Albordj
Alborj, en avèstic, és la muntanya primitiva, fonament i base de tota la terra. Totes les altres muntanyes no són més que ramificacions d'«Alborj» i al cim d'aquesta muntanya hi ha Ahura Mazda, el déu creador, amb els 30 Amschaspandas i Izedes.